# Chris Rolfe
Chris Rolfe (født 17. januar 1983 i Kettering, Ohio) er en amerikansk tidligere professionel fodboldspiller, der spillede som angriber. Han repræsenterede blandt andet danske AaB, samt D.C. United og Chicago Fire i hjemlandet..

## Karriere
Han blev kåret som den 2. bedste højre midt/kant i Major League Soccer 2009..
Han kom til AaB den 1. januar 2010, efter hans kontrakt med Chicago Fire var udløbet. Han skrev under på en treårig aftale med AaB. Han fik sin debut for AaB i Superligaen den 14. marts 2010, da han blev skiftet ind i det 70. minut i stedet for Patrick Kristensen i 2-0-nederlaget ude til FC Midtjylland.
Efter to år i AaB skiftede han tilbage til Chicago Fire.